# Přenos elektronu
Přenos elektronu je jev, který nastává, když se elektron přemísťuje z atomu nebo molekuly na jinou podobnou částici. Jedná se o mechanistický popis redoxních reakcí, tedy reakcí, při kterých se mění oxidační čísla reaktantů.
Přenos elektronu je součástí velkého počtu biochemických reakcí; patří sem například navázání kyslíku, fotosyntéza, buněčné dýchání a detoxikace. Přenos energie je možné popsat jako výměnu dvou elektronů (dva současně probíhající přenosy elektronu v navzájem opačných směrech), jestliže jsou vzdálenosti mezi zapojenými molekulami malé. Reakcí s přenosem elektronů se často účastní komplexy přechodných kovů, mnoho případů takových reakcí se ovšem vyskytuje i v organické chemii.

## Rozdělení
Existuje několik druhů přenosu elektronu, které se rozlišují podle stavů redoxních center a jejich propojenosti.

### Přenos elektronu ve vnitřní sféře
U přenosu elektronu ve vnitřní sféře jsou redoxní centra v průběhu přenosu kovalentně propojena. Toto spojení může být i trvalé, potom se probíhající proces nazývá vnitromolekulární přenos elektronu. Většinou ovšem tato vazba po přenosu následně zaniká, pak jde o mezimolekulární přenos elektronu; příkladem je redukce [CoCl(NH3)5]2+ pomocí [Cr(H2O)6]2+. Chloridový ligand zde funguje jako můstkový ligand kovalentně propojující redoxní centra.

### Přenos elektronu ve vnější sféře
U reakcí zahrnujících přenosy elektronů ve vnější sféře nejsou redoxní centra podílející se na reakci spojena můstkem a elektron se pohybuje prostorem od redukční částice k akceptoru. Tento druh přenosu se může objevit mezi rozdílnými i mezi dvěma stejnými chemickými látkami, lišícími se pouze oxidačními čísly. U druhé varianty může jít například o degenerované reakce manganistanů s manganany:
[MnO4]− + [Mn*O4]2− → [MnO4]2− + [Mn*O4]−
Obecně platí, že pokud je přenos elektronu rychlejší než substituce ligandu, pak bude reakce probíhat přes přenos elektronu ve vnější sféře.
Tento druh reakce se často objevuje, když je alespoň jeden reaktant málo reaktivní nebo není dostupný vhodný můstkový ligand.
Důležitou součástí Marcusovy teorie je matematická závislost rychlostí těchto výměn na rychlostech „překřížených reakcí“, což jsou reakce, u kterých se reagující částice liší i v jiných parametrech, než jsou oxidační čísla; příkladem může být redukce manganistanů jodidy za vzniku jodu a mangananů.

#### Kroky, ze kterých se skládají přenosy elektronů ve vnější sféře
1. Reaktanty difundují mimo obálky tvořené rozpouštědlem ⇒ vznikají prekurzorové komplexy (je třeba dodávat práci = wr).
2. Dochází ke změnám v délkách vazeb a reorganizaci rozpouštědla ⇒ tvoří se aktivovaný komplex.
3. Vlastní přenos elektronu
4. Další změny délek vazeb a obnova molekul rozpouštědla ⇒ vzniká následný komplex
5. Difuze produktů (vyžaduje práci = wp)

### Heterogenní přenos elektronu
Při heterogenním přenosu se elektron pohybuje mezi atomem či molekulou a elektrodou, která je v pevném skupenství. Teorie zabývající se heterogenním přenosem elektronu mají využití v elektrochemii a při navrhování fotovoltaických článků.

## Teorie
První všeobecně přijímanou teorii přenosu elektronů vytvořil Rudolph A. Marcus za účelem popisu přenosu elektronu ve vnější sféře, vycházel přitom z teorie přechodného stavu. Marcusovu teorii přenosu elektronů poté Noel Hush rozšířil o přenos ve vnitřní sféře. Vzniklá teorie nazývaná Marcusova-Hushova teorie, pak byla zahrnuta do většiny od té doby provedených diskuzí o přenosu elektronů. Obě tyto teorie jsou poloklasické, i když je Alexander M. Kuzněcov, Joshua Jortner i jiní rozšířili na plně kvantově mechanické pomocí Fermiho zlatého pravidla na základě předchozích prací zabývajících se neradiačními přechody. Do teorií byl také zahrnut vliv vibronového párování na přenosy elektronů.
Před rokem 1991 se předpokládalo, že přenos elektronu u metaloproteinů probíhá převážně difuzí, a to na základě vlastností nekovových atomů vytvářejících oddělující vrstvu mezi kovy, ale Beratan, Betts a Onuchic ukázali, že rychlosti přenosů určují vazebné struktury proteinů - elektrony se protunelují skrze chemické vazby.